# Радиожаргон
Радиожаргон — многочисленные кодовые выражения, используемые в служебной и любительской радиосвязи для экономии времени.
В отличие от Q-кода и Z-кода, выражения радиожаргона создавались стихийно. Они изменяются с течением времени и не подчинены какой-либо системе. Поэтому несколько кодов могут иметь одно и то же значение (TKS, TNX, TU — «спасибо»), а один код — несколько значений (NR — «число» или «возле»). Одни из них являются аббревиатурами употребительных фраз и терминов, по большей части английских (GB — good bye, OM — old man, RCVR — receiver, SK — stop keying); другие — фонетическим изображением слов (U — you; B4 — before; CQ — seek you, ENUF — enough); третьи — совершенно условными сочетаниями символов (73 — наилучшие пожелания).
В 20-е годы предпринимались попытки ввести эквиваленты выражений радиожаргона, основанные на словах языка эсперанто.
Наиболее употребительная и устоявшаяся часть выражений радиожаргона закреплена в литературе по правилам ведения радиосвязи. Кроме того, существует множество неформальных выражений и кодов, которые употребляются только внутри определённых групп операторов. Например, код 55 (желаю больших успехов) принят у немецких радистов.
Радиожаргон появился в то время, когда единственным способом передачи информации по радио была азбука Морзе. С развитием технологии некоторые слова радиожаргона (например, CQ, SK, 73) прижились в радиотелефонной связи.

## Краткий словарь радиожаргона

### A
- AA (all after) — всё после…
- AB (all before) — всё до…
- ABT (about) — около
- ADR (address) — адрес
- AGN (again) — снова
- AMP, AMPS (ampere) — ампер(ы)
- ANT (antenna) — антенна
- AR — конец сообщения (передаётся слитно, без паузы между буквами)
- ARND (Around) — вокруг, около
- AS — жду, ждите (передаётся слитно, без паузы между буквами)

### B
- BAND — диапазон
- BCI (broadcast interference) — помехи радиовещанию
- BCL (broadcast listener) — радиослушатель (не радиолюбитель)
- BCNU (be seeing you) — встретимся снова
- BD (bad) — плохо, плохой
- BEAM — направленная антенна
- BK (break) — передавайте в паузах моей передачи; работаю полудуплексом; разрешите вас перебить
- BN (between) — между
- BTR (better) — лучше
- BTU (big thank you) — большое спасибо
- BUG — полуавтоматический телеграфный ключ (виброплекс)
- BURO (bureau) — QSL-бюро, служба рассылки QSL-карточек
- B4 (before) — до

### C
- C (исп. sí) — да
- CFM (confirm) — подтвердите, подтверждаю
- CHIRP — «чириканье», технический дефект телеграфной передачи
- CK (check) — проверка
- CL (closing) — прекращаю работу
- CLBK (callbook) — список позывных
- CLD, CLG (called; calling) — вызов, вызывать
- CONDX (conditions) — условия
- CONGRATS (congratulations) — поздравления
- COPI, CPI (copy)— принимать, записывать
- CQ (вероятно, от seek you) — вызываю всех. При работе телефоном произносится «си-кью».
- CRD (card) — QSL-карточка
- CUAGN (see you again) — встретимся снова
- CUL (see you later) — встретимся позже
- CW (continuous wave — незатухающие колебания) — телеграф с амплитудной манипуляцией, работать телеграфом

### D
- DE — от (такого-то) или «я», de UA3AAA — «вас вызывает UA3AAA»
- DR (dear) — дорогой
- DWN (down) — вниз, ниже
- DX (distant) — дальний корреспондент

### E
- EE — конец связи (при работе телеграфом)
- EL (element) — элемент (направленной антенны)
- ES — и
- EU (Europe) — Европа
- ENUF (enough) — достаточно
- EME (Earth — Moon — Earth) — радиосвязь с использованием Луны в качестве пассивного ретранслятора
- EVE (evening) — вечер

### F
- FB (fine business) — отлично, прекрасно
- FM (from) — от кого-то, оттуда-то, с такого-то судна
- FONE — радиотелефон, работать телефоном
- FQ (frequency) — частота
- FR, FER (for) — для, за (FER азбукой Морзе короче, чем FOR)

### G
- GA (good afternoon; go ahead) — добрый день; передавайте
- GB (good bye) — до свидания
- GE (good evening) — добрый вечер
- GL (good luck) — желаю удачи
- GLD (glad) — рад
- GM (good morning) — доброе утро
- GN (good night) — доброй ночи
- GND (ground) — земля (в радиотехническом смысле), грунт
- GP (ground plane) — антенна типа «ground plane»
- GUHOR — вас не слышу (выражение из «Телеграфного кода Маркони», применявшегося в начале XX в.)[5]
- GUD (good) — хорошо

### H
- HAM (позывной одной из первых любительских станций) — радиолюбитель, имеющий передатчик
- HI — смех (обычно передают HIHI)
- HPE (hope) — надеюсь
- HNY (happy new year) — с новым годом!
- HR (here, hear) — здесь; слышать
- HRS (hours) — часы
- HV (have) — иметь
- HVY (heavy) — тяжёлый, сильный (например, о помехах)
- HW (how) — как (HW? — как поняли?)

### I
- INPUT — вход; мощность, подводимая к оконечному усилителю передатчика (произведение анодного тока на анодное напряжение)

### K
- K (key) — передавайте, перехожу на приём
- KLIX (clicks) — щелчки (технический дефект при работе телеграфом)
- KN (key named) — перехожу на приём, слушаю только своего корреспондента (передаётся слитно, без паузы между буквами)

### L
- LID — неумелый оператор
- LOG (logbook, log) — аппаратный журнал, отчёт о проведённых QSO (в соревнованиях)
- LP (long path) — длинный путь (распространения радиоволн)
- LPM (letters per minute) — букв в минуту
- LW (long wire) — антенна типа «длинный провод»

### M
- MA, MILS — миллиампер(ы)
- MGR (manager) — QSL-менеджер, уполномоченный по рассылке QSL-карточек
- MIC, MIKE (microphone) — микрофон (произносится «майк»)
- MNI (many) — много
- MSG (message) — сообщение

### N
- N (no) — нет; неверно; также может передаваться вместо цифры 9 в RST и других цифровых сообщениях
- NET— радиолюбительская сеть
- NIL — ничего не имею вам сообщить; ничего не слышу
- NR (number, near) — номер; возле
- NW (now) — сейчас

### O
- OK — OK
- OM (old man) — приятель, старина — принятое между радиолюбителями взаимное обращение
- OP, OPR (operator) — оператор
- OUTPUT — выход, выходная мощность передатчика

### P
- PA (power amplifier) — усилитель мощности
- PSE (please) — пожалуйста
- PWR (power) — мощность

### Q
См. также Q-код#Неофициальные коды
- QRPP — (от QRP) работа особо малой мощностью передатчика, обычно 1 Вт и меньше
- QSLL — (от QSL) я вышлю вам QSL-карточку, как только получу вашу

### R
- R (received as transmitted, right) — всё понял (при работе телефоном говорят «роджер»)
- RDO (radio) — радиограмма
- RCD, RCVD (received) — принято
- RCVR, RX (receiver) — приёмник
- RFI (radio frequency interference) — радиопомехи
- RIG — оборудование радиостанции, передатчик, трансивер
- RMKS (remarks) — замечания
- RPT (repeat) — повторите, повторяю
- ROGER — аналог кода R для радиотелефонной связи, произносится «роджер»
- RST, RSM, RS (readability, strength, tone/modulation) — оценка разборчивости, громкости и качества сигнала, «рапорт»
- RTTY — радиотелетайп

### S
- SAE (self-addressed envelope) — конверт с обратным адресом
- SASE (self-addressed stamped envelope) — конверт с обратным адресом и оплаченной пересылкой
- SED (said) — сказал
- SIG (signature; signal) — подпись; сигнал
- SK (stop keying) — конец связи (передаётся слитно, без паузы между буквами); употребляется и в телефонных QSO. Кроме того, так говорят об умерших радиолюбителях (расшифровывается как silent key — умолкший ключ)[6][7]
- SKED (schedule) — расписание работы (радиосвязь по договорённости)
- SN (soon) — скоро
- SOLID — уверенно
- SP (short path) — короткий путь (распространения радиоволн)
- SPK (speak) — говорить
- SRI (sorry) — извините
- SSTV (slow scan television) — телевидение с медленной развёрткой (применяется в любительской практике)
- STN (station) — станция
- SVC (service) — служба
- SWL (short wave listener) — коротковолновик-наблюдатель, не имеющий передатчика

### T
- T — передаётся в качестве символа «ноль» в цифровых сообщениях, для краткости (одно тире вместо пяти)
- TDY (today) — сегодня
- TEMP (temperature) — температура
- TEST (contest) — соревнования
- TFC (traffic) — трафик радиосвязи, обмен
- TIA (thanks in advance) — заранее благодарен
- TMW (tomorrow) — завтра
- TNX, TKS, TU (thanks, thank you) — спасибо
- TMTR, TX (transmitter) — передатчик
- TRBL (trouble) — затруднения
- TRCVR, TRX (transceiver) — трансивер
- TVI (television interference) — помехи телевидению
- TXT (text) — текст

### U
- U (you) — вы
- UNLIS (unlicensed) — владелец нелегального передатчика, радиохулиган
- UP — выше (переданное после CQ, означает указание слушать на данной частоте, а передавать выше; например, UP 1 значит «отвечайте на 1 кГц выше»)
- UR, URS (your, yours) — ваш

### V
- VERT — вертикальный
- VFB (very fine business) — очень хорошо
- VY (very) — очень

### W
- WID (with) — с
- WKD (worked) — работал (с таким-то)
- WPM (words per minute) — слов в минуту
- WRD (word) — слово
- WX (weather) — погода

### X
- XCVR (transceiver) — трансивер
- XMAS (christmas) — рождество
- XMTR (transmitter) — передатчик
- XTAL (crystal) — кварцевый резонатор
- XYL (ex young lady) — жена

### Y
- YL (young lady) — девушка, вообще женщина-оператор

### Z
- Z (zulu time zone) — время по Гринвичу (всемирное координированное время, UTC+0)

### 0 — 9
- 44 (Flora-Fauna — Four-Four) — сохраним этот мир (передают операторы радиостанций по программе World Flora Fauna)
- 55 — не имеет однозначного общепринятого толкования, разными группами радиолюбителей применяется как «рукопожатие», пожелание успеха, и даже «храни вас Бог»[8][9][10]
- 73 — наилучшие пожелания. Любители работы малой мощностью иногда передают друг другу 72.
- 88 — любовь и поцелуй (в шутку передают оператору-женщине)[11]
- 99 — не желаю с вами работать (единственное общепринятое грубое выражение в международном коде; употребляется крайне редко, Nine-Nine по форме напоминает немецкое «nein nein», что значит нет и ещё раз нет)
- 161 (73+88) — наилучшие пожелания вам и вашей супруге[12]

### А — Я
- БЛГ — благодарю
- ДСВ — до свидания
- ЗДР — здравствуйте
- МБ — может быть
- ПЖ — пожалуйста
- ПР — привет
- СПБ — спасибо

## Использование
Ниже приведено содержание типовой двусторонней телеграфной связи (CW QSO) между двумя радиолюбителями — Джоном из Лондона (позывной G2BB) и Юрием из Москвы (позывной UA3AAA) — с широким использованием радиожаргона и Q-кода (пример из книги «Азбука коротких волн», см. раздел «Литература»).
- G2BB: CQ CQ CQ DE G2BB G2BB PSE K
- UA3AAA: G2BB DE UA3AAA PSE K
- G2BB: UA3AAA DE G2BB. GA DR OM. TKS VY MUCH FR UR CALL. UR RST 599. MY QTH IS LONDON. MY NAME IS JOHN. HW? UA3AAA DE G2BB K
- UA3AAA: G2BB DE UA3AAA. GD JOHN VY GLD TO NICE QSO. UR SIGS RST 599 ALSO. QTH IS MOSCOW. MY NAME IS YURI. QSL IS SURE. TKS FR NICE QSO. NW QRU. VY 73. CUAGN. G2BB DE UA3AAA. GB 73 SK
- G2BB: UA3AAA DE G2BB. ALL OK YURI. QSL IS SURE. TKS FR QSO. VY 73 ES GOOD LUCK. UA3AAA DE G2BB 73 SK.

Изложенный обычным языком, этот диалог выглядел бы так:
- G2BB: Здесь G2BB, приглашаю всех на связь, прошу отвечать.
- UA3AAA: G2BB, здесь UA3AAA, пожалуйста, ответьте.
- G2BB: UA3AAA, здесь G2BB. Добрый день, дорогой коллега. Большое спасибо за вызов. Ваш сигнал совершенно разборчивый, очень громкий, чистого музыкального тона. Я нахожусь в Лондоне. Меня зовут Джон. Как поняли? UA3AAA, здесь G2BB, приём.
- UA3AAA: G2BB, здесь UA3AAA. Здравствуйте, Джон, я очень рад такой приятной встрече. Ваш сигнал тоже совершенно разборчивый, очень громкий, чистого музыкального тона. Я нахожусь в Москве. Моё имя Юрий. QSL-карточку вышлю вам непременно. Спасибо за прекрасный сеанс связи. Больше сообщений для вас не имею. Желаю всего доброго. До новых встреч. G2BB, здесь UA3AAA. До свидания, всего хорошего, конец связи.
- G2BB: UA3AAA, здесь G2BB. Всё отлично принято, Юрий. Карточку для вас обязательно пришлю. Спасибо за связь. Всего вам доброго и удачи. UA3AAA, здесь G2BB, всего доброго, конец связи.

В последние годы при радиотелеграфном обмене часто вместо SK в конце сеанса связи передают EE — сначала вызываемая сторона, затем вызывающая.